# アフバフ人
- アフヴァフ人

アフバフ人（アフバフじん、アフバフ語: ашwалъ (単数) , ашwадо (複数) ;  アヴァル語: гIaхьвалал;  ロシア語: Ахвахцы;  英語: Akhvakh people）とは、ロシア連邦のダゲスタン共和国に居住する少数民族である。アヴァール人の一派とされる。

## 概要
ダゲスタンのアフバフスキー地区に居住する民族で、北東コーカサス語族のダゲスタン語派、アヴァル・アンディ諸語に属するアフバフ語を話す。
約8,000人がダゲスタンに暮らし、少数はアゼルバイジャンにも居住している。殆どがイスラム教スンニ派を信仰する。ロシアの人口統計ではアヴァール人に含まれる。